# Plana Baixa

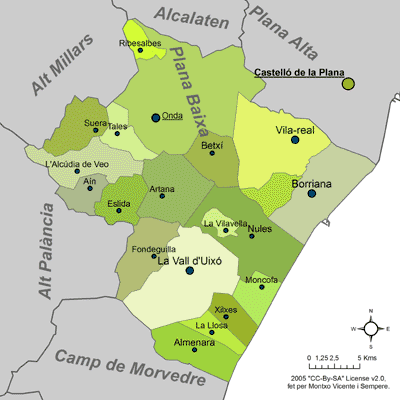
Gemeenten van Plana Baixa

De Plana Baixa (Castiliaans; in het Spaans Plana Baja) is een comarca in de provincie Castellón in de Spaanse autonome gemeenschap Valencia, aan de Costa Blanca aan de oostkust van Spanje. Het is gesitueerd in het zuiden van de provincie Castellón. De historische en huidige hoofdstad van de comarca is Burriana, maar de grootste stad is Vila-real. Deze laatste is ook de gemeente met de hoogste bevolkingsdichtheid. In oppervlakte is Onda de grootste gemeente van Plana Baixa.
Door de comarca loopt de Mijares, die ook de bron van irrigatie is voor de landbouw in het gebied. De Mijares zorgt voor de aanwezigheid van boomgaarden. De productieve sector van het gebied bestaat uit de teelt van citrusvruchten (voornamelijk de export van sinaasappelen), samen met de industriële ontwikkeling van de keramische sector.
De huidige grenzen van de comarca zijn vastgelegd in 1983.

## Gemeenten
In de comarca Plana Baixa bevinden zich de volgende gemeenten:
| Naam                | Bevolkingsaantal (2001) | Bevolkingsaantal (2011) | Bevolkingsaantal (2019) | Oppervlakte (km²) | Dichtheid (inw/km) |
| ------------------- | ----------------------- | ----------------------- | ----------------------- | ----------------- | ------------------ |
| Aín (Ahín)          | 155                     | 139                     | 127                     | 12                | 11                 |
| Alcudia de Veo      | 199                     | 221                     | 190                     | 31                | 6                  |
| Alfondeguilla       | 921                     | 879                     | 866                     | 28                | 31                 |
| Almenara            | 4.947                   | 6.059                   | 5.998                   | 28                | 214                |
| Les Alqueries       | 3.594                   | 4.452                   | 4.449                   | 13                | 342                |
| Artana              | 1.870                   | 1.956                   | 1.947                   | 36                | 54                 |
| Betxí               | 5.315                   | 5.772                   | 5.645                   | 21                | 269                |
| Burriana (Borriana) | 26.757                  | 35.044                  | 34.683                  | 47                | 738                |
| Chilches (Xilxes)   | 2.347                   | 2.853                   | 2.679                   | 14                | 191                |
| Eslida              | 764                     | 917                     | 759                     | 18                | 42                 |
| La Llosa            | 908                     | 949                     | 951                     | 10                | 95                 |
| Moncofa             | 4.024                   | 6.390                   | 6.525                   | 15                | 435                |
| Nules               | 11.542                  | 13.549                  | 13.103                  | 51                | 256                |
| Onda                | 20.019                  | 25.089                  | 24.859                  | 108               | 230                |
| Ribesalbes          | 1.262                   | 1.320                   | 1.174                   | 9                 | 130                |
| Sueras (Suera)      | 575                     | 634                     | 525                     | 22                | 24                 |
| Tales               | 724                     | 897                     | 825                     | 15                | 55                 |
| La Vall d'Uixó      | 28.964                  | 32.733                  | 31.660                  | 67                | 473                |
| La Vilavella        | 3.363                   | 3.279                   | 3.157                   | 6                 | 526                |
| Vila-real           | 42.442                  | 50.747                  | 50.893                  | 55                | 925                |